# جزیره آلبوران
جزیره آلبوران (به اسپانیایی: Isla de Alborán) یک جزیره در اسپانیا است که در آلمریا واقع شده‌است. جزیره آلبوران milit نفر جمعیت دارد و ۱۵ متر بالاتر از سطح دریا واقع شده‌است.